# Kia Brisa II
Kia Brisa II – samochód osobowy klasy kompaktowej produkowany pod południowokoreańską marką Kia w latach 1975–1976 oraz jako Kia K-303 w latach 1976–1981.

## Historia i opis modelu

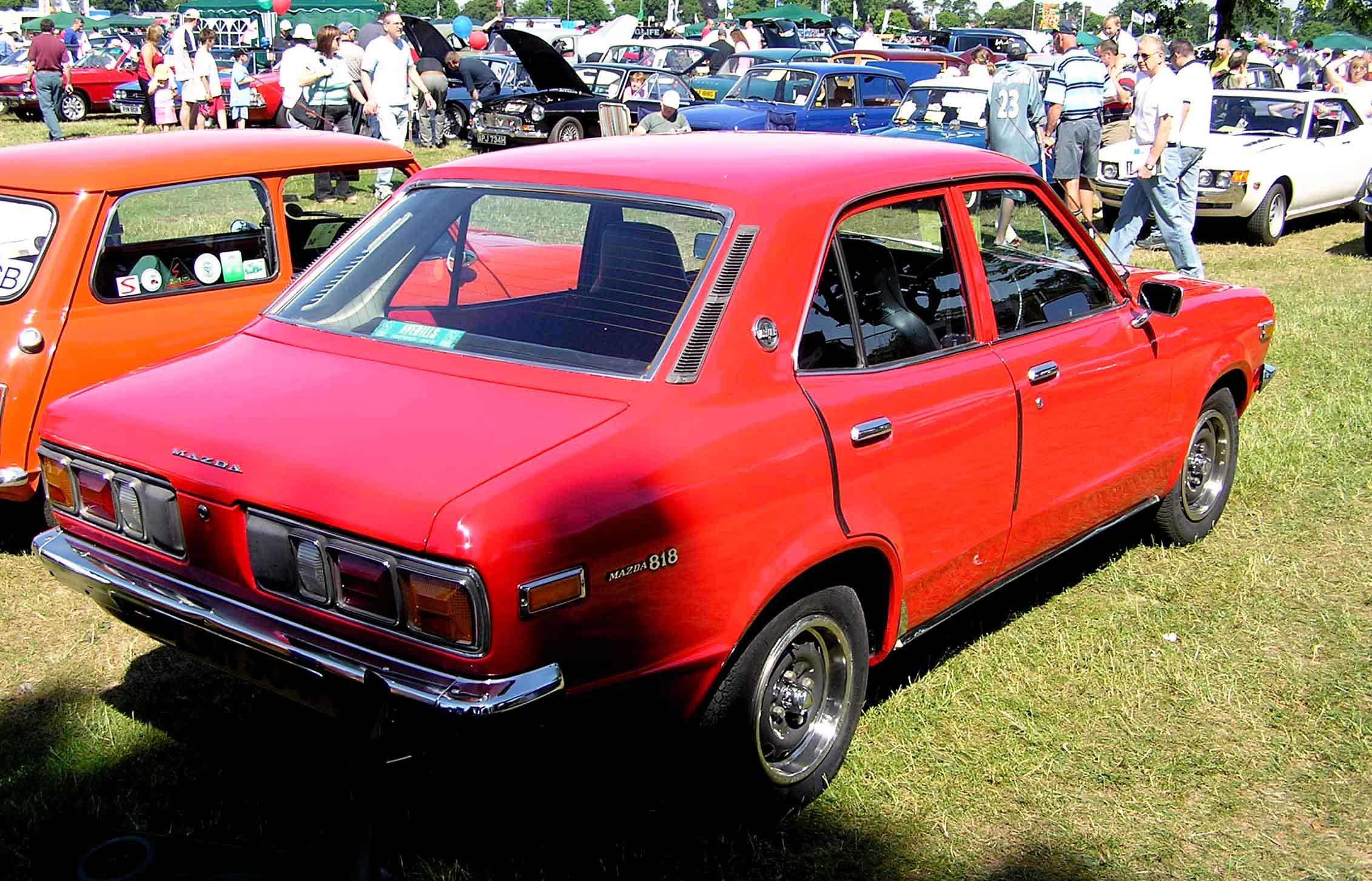
Kia Brisa II – tył

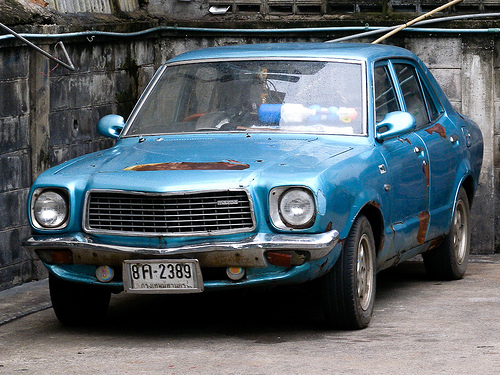
Kia K-303 po liftingu

Rok po prezentacji kompaktowego modelu Brisa zbudowanego na licencji Mazdy, Kia zdecydowała się uzupełnić swoją ofertę także o większy i przestronniejszy pojazd Brisa II również będący licencyjną, bliźniaczą konstrukcją japońskiego producenta.
Charakterystycznymi cechami stylistyki Brisy II była obła, muskularna sylwetka nadwozia, a także umieszczone na krawędziach przednich błotników chromowane lusterka boczne.

### Lifting
Wzorem bliźniaczej Mazdy Grand Familii, w 1976 roku Brisa II przeszła obszerną restylizację nadwozia i otrzymała nową nazwę Kia K-303. Pas przedni otrzymał charakterystyczne, okrągłe reflektory umieszczone w kwadratowych obudowach, a także większą atrapę chłodnicy z charakterystycznym szpicem.

### Silniki
- L4 1.3l 65 KM
- L4 1.3l 72 KM